# Back Here on Earth
Back Here on Earth è il quarto album in studio del cantautore canadese Gordon Lightfoot, pubblicato nel 1969.

## Tracce
Side 1
1. Long Way Back Home – 3:02
2. Unsettled Ways – 1:51
3. Long Thin Dawn – 2:57
4. Bitter Green – 2:42
5. The Circle Is Small (I Can See It in Your Eyes) – 3:26
6. Marie Christine – 2:54

Side 2
1. Cold Hands from New York – 5:16
2. Affair on 8th Avenue – 3:25
3. Don't Beat Me Down – 3:16
4. The Gypsy – 2:45
5. If I Could – 4:02